# Колокольчик карпатский
Колоко́льчик карпа́тский (лат. Campanúla carpática) —  вид растений из рода Колокольчик, семейства Колокольчиковые.

## Описание
Колокольчик карпатский — многолетнее травянистое растение, достигает в высоту 30 см. Стебель прямой, ветвистый, олиственный, в сечении округлый, совершенно голый. 
Период цветения с июня примерно 60-70 дней 

Растет кустиками до 30 см в диаметре. 

Листья — прикорневые — яйцевидно-округлой формы, черешковые, собраны в прикорневую розетку; стеблевые — яйцевидные, с короткими черешками. 

Цветки — белого, голубого, фиолетового цвета, до 5 см в диаметре. 

Плод — коробочка.
Число хромосом 2n = 34.
Встречается в Южных и Восточных Карпатах на скалистых уступах в горных лесах.
Популярные садовые сорта : Карл Форстер 

## Галерея

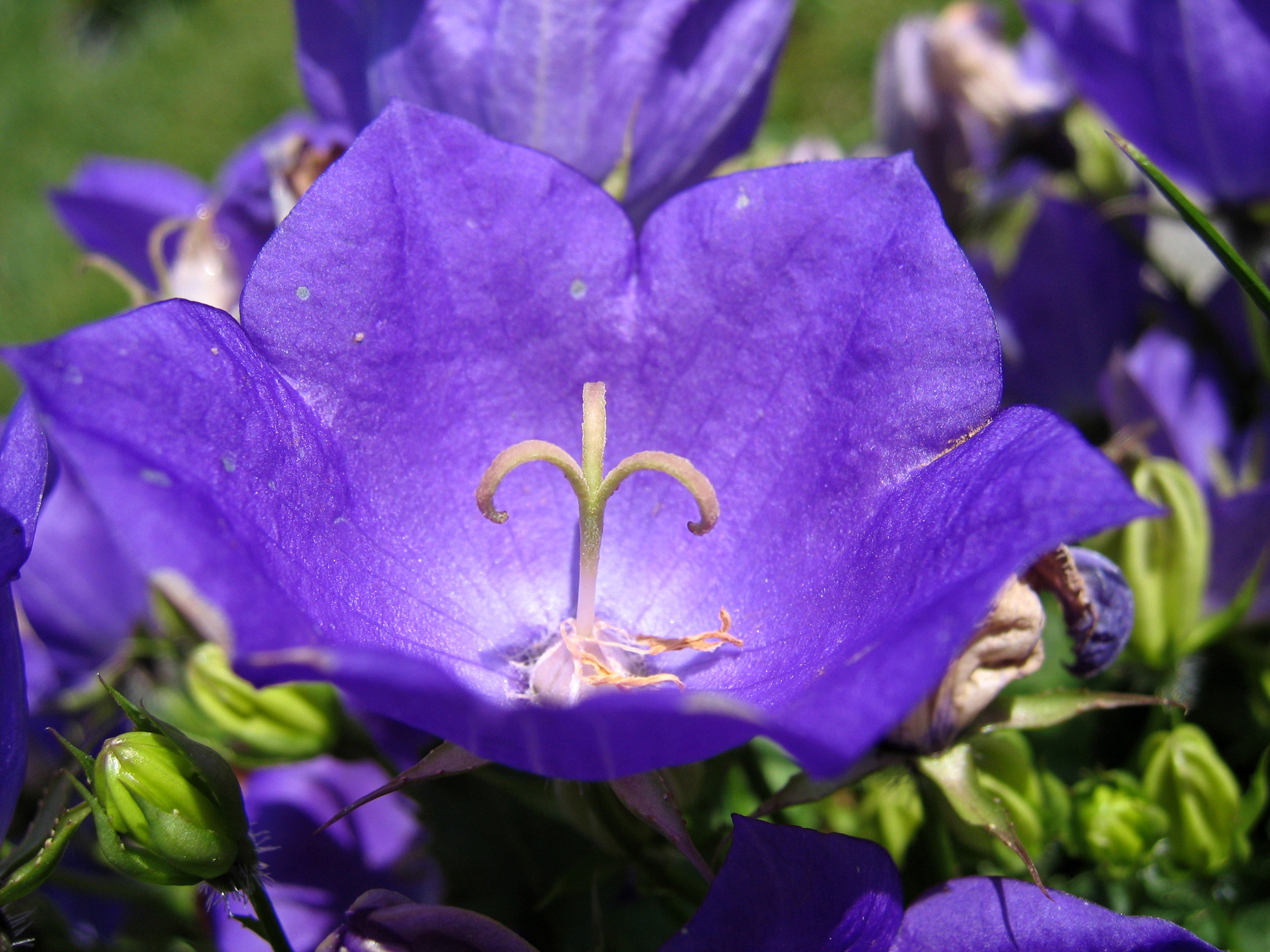
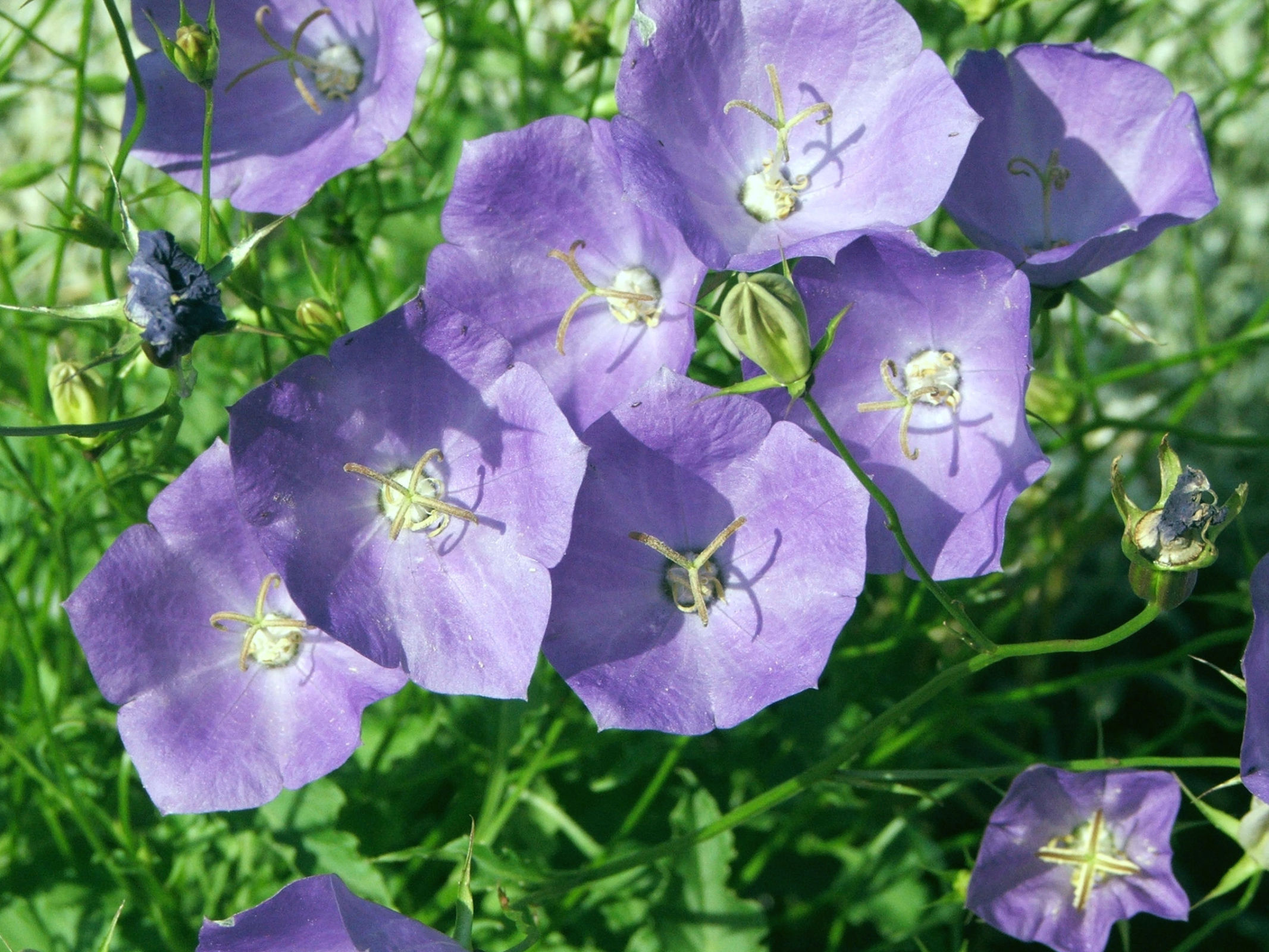
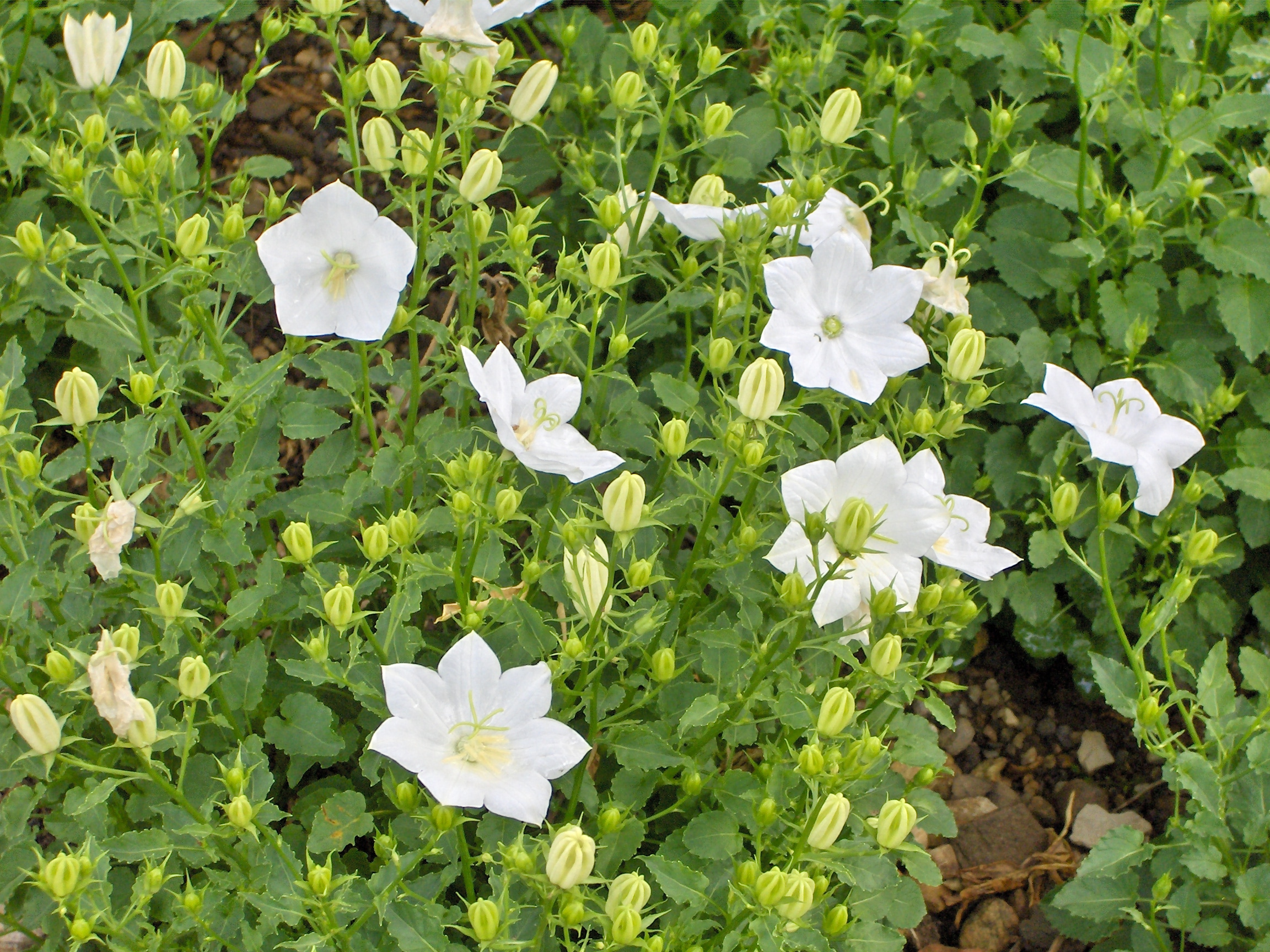